# Mesa de los Tres Reyes
La Mesa de los Tres Reyes (en francés: Table des Trois Rois; en euskera: Hiru Erregeen Mahaia; en aragonés: Mensa d'os Tres Reis, y en gascón: Tabla d'eths Tros Rouyes) es una montaña del macizo de Larra-Belagua, en los Pirineos.
En su cumbre, a 2446 metros sobre el nivel del mar, se sitúa la frontera entre Francia y España, además del límite entre Navarra y Huesca. De ahí su denominación, ya que fue la confluencia de los antiguos reinos de Navarra y Aragón y el vizcondado de Bearne. En el caso de Navarra, es el punto más elevado de la comunidad foral.
La montaña tiene una prominencia de 392 m, una dominancia altimétrica de 84,19 % y una dominancia prominencial de 35,93%.[cita requerida]
Esta montaña, muy frecuentada por montañeros, puede ser alcanzada desde Linza, Belagua o Lescún.

## San Francisco Javier, en la cumbre
Desde 1952 existe una estatua de San Francisco Javier, colocado en su cumbre y financiada por los miembros del Club Deportivo Navarra, fundado en 1942, es célebre entre los montañeros que la coronan, cuya cabeza fue vandalizada en 1985 y recuperada en 2023 tras una entrega anónima en la Fundación Museo del Montañismo Vasco (EMMOA). 
Con motivo del 400 aniversario de la muerte de San Francisco Javier, en 1952, se ideó levantar una estatua al patrono navarro en la cumbre más alta de Navarra. Con un presupuesto de 5.000 pesetas se encargó una estatua al escultor Áureo Rebolé que inicialmente era de piedra artificial, de más de 200 kg de peso y con una altura de 2,10 m. Tras unos días de julio en los cuales se expuso la obra en los jardines del Palacio de Navarra, junto a la secuoya, se llevó hasta Isaba donde, entre 24 personas, con un peso de 20 kg de media se transportó en mochilas y colocó en la cima el 15 de agosto de 1952. Tras un primer invierno donde la estatua, antes las duras condiciones climáticas, se vino abajo, se rehízo una nueva escultura de 75 cm, hueca y en bronce, usando la original como maqueta. En junio de 1954 se colocó la nueva imagen que aguantó incólume hasta 1985 en que «alguien la decapitó.» 
El Club Deportivo Navarra, una vez más, rehízo una nueva cabeza y la colocó de nuevo. Los avatares de la estatua no terminaron ya que en 2004, a consecuencia de un movimiento sísmico, se quedó «en posición prácticamente horizontal, mirando hacia el suelo.» Unos años más tarde, en 2010, con apoyo de un helicóptero cedido por el Gobierno de Navarra, dos voluntarios lograron enderezarla, una vez más.